# صموئيل تي ويليامسون
صموئيل تي ويليامسون (بالإنجليزية: Samuel T. Williamson)‏ هو كاتب سير وصحفي أمريكي، ولد في 1891، وتوفي في 1962.